# Осипова, Наталья Петровна
Ната́лья Петровна О́сипова (род. 18 мая 1986, Москва) — российская артистка балета, солистка Большого театра в 2004—2011 годах, прима-балерина Михайловского театра (с 2011), Американского театра балета и Королевского балета.

## Биография
С пятилетнего возраста занималась спортивной гимнастикой, но в 1993 году получила травму, и занятия спортом пришлось прекратить. Тренеры порекомендовали родителям отдать дочь в балет. Обучалась в Московской государственной академии хореографии (класс ректора Марины Леоновой). После окончания в 2004 году вошла в балетную труппу Большого театра, дебютировав 24 сентября 2004 года. C 18 октября 2008 года — ведущая солистка, с 1 мая 2010 года — прима-балерина Большого театра. Репетировала под руководством народной артистки СССР Марины Кондратьевой.
В 2007 году на гастролях Большого театра в Лондоне на сцене театра Ковент Гарден балерина была тепло встречена британской публикой и получила Британскую Национальную премию в области танца, присуждаемую Сообществом критиков (Critics' Circle National Dance Awards) за 2007 год — как лучшая балерина в разделе «классический балет».
В 2009 году, по рекомендации Нины Ананиашвили, стала приглашённой балериной Американского театра балета (Нью-Йорк), выступив на сцене нью-йоркской Метрополитен-опера в заглавных партиях балетов «Жизель» и «Сильфида»; в 2010 году вновь принимала участие в спектаклях АБТ на сцене Метрополитен-оперы в партиях Китри в балете «Дон Кихот», Джульетты в балете «Ромео и Джульетта» Прокофьева (хореография К. МакМиллана), Авроры в «Спящей красавице» Чайковского (постановка К. МакКензи; партнёр Дэвид Холберг).
В 2010 году состоялись дебюты в Гранд Опера (Клара в «Щелкунчике», Балерина в «Петрушке») и Ла Скала (Китри в «Дон Кихоте»), выступление в Лондонской королевской опере (Медора в «Корсаре»).
В 2011 году исполнила партию Катарины в балете «Укрощение строптивой» на музыку Д. Скарлатти (хореография Дж. Крэнко) с балетом Баварской государственной оперы. Дважды принимала участие в международном балетном фестивале «Мариинский», исполнив партии Китри в балете «Дон Кихот» и Жизели в одноимённом балете.
С 1 декабря 2011 года — прима-балерина Михайловского театра.
С декабря 2012 года — приглашённая солистка Лондонского Королевского балета, станцевала в этом качестве три «Лебединых озера» с Карлосом Акостой. В 2013 году выступила в статусе прима-балерины на сцене Ковент-гардена в честь 60-летия коронации Елизаветы II.
Являлась прима-балериной Американского театра балета.
В апреле 2013 года Наталья Осипова заключила постоянный контракт и стала прима-балериной лондонского Royal Ballet. И по состоянию на январь 2021 года по-прежнему выступает в этом качестве.

## Репертуар

### Большой театр
- Вставное па-де-де, «Жизель» А. Адана, хореография Ж. Коралли, Ж. Перро, М. Петипа в редакции Ю. Григоровича
- Нэнси, «Сильфида» Х. С. Левенскольда, хореография А. Бурнонвиля в редакции Э. М. фон Розен
- одиннадцатый вальс, «Шопениана» на музыку Ф. Шопена, хореография М. Фокина
- Испанская кукла, «Щелкунчик» П. Чайковского, хореография Ю. Григоровича
- Горчичное зерно, «Сон в летнюю ночь» на музыку Ф. Мендельсона-Бартольди и Д. Лигети в постановке Дж. Ноймайера
- Испанская невеста, «Лебединое озеро» П. Чайковского во второй редакции Ю. Григоровича (использована хореография М. Петипа, Л. Иванова, А. Горского)
- солистка, «Пассакалия» на музыку А. Веберна, хореография Р. Пети
- машинистки, «Болт» Д. Шостаковича в постановке А. Ратманского
- четыре дриады, I вариация в Гран-па, «Дон Кихот» Л. Минкуса, хореография М. Петипа, А. Горского в редакции А. Фадеечева
- Золушка, «Спящая красавица» П. Чайковского, хореография М. Петипа в редакции Ю. Григоровича
- Легкомыслие, «Предзнаменования» на музыку П. Чайковского, хореография Л. Мясина
- Солистка канкана, «Парижское веселье» на музыку Ж. Оффенбаха в обработке М. Розенталя, хореография Л. Мясина
- Китри, «Дон Кихот» Л. Минкуса, хореография М. Петипа, А. Горского в редакции А. Фадеечева
- солистка III части, «Симфония до мажор» на музыку Ж. Бизе, хореография Дж. Баланчина
- II вариация в картине «Тени», «Баядерка» Л. Минкуса, хореография М. Петипа в редакции Ю. Григоровича
- солистка, «Игра в карты» И. Стравинского, хореография А. Ратманского
- солисты вальса, Осень, «Золушка» С. Прокофьева, хореография Ю. Посохова, режиссёр Ю. Борисов
- Рамзея, Аспиччия, «Дочь фараона» Ц. Пуни, хореография П. Лакотта
- Манька Фарт, «Болт» Д. Шостаковича, хореография А. Ратманского
- Гамзатти, «Баядерка» (дебют состоялся на гастролях театра в Монте-Карло)
- солистка, «Серенада» на музыку П. Чайковского, хореография Дж. Баланчина
- солистка, «В комнате наверху» Ф. Гласса, хореография Т. Тарп
- Классическая танцовщица, «Светлый ручей» Д. Шостаковича, хореография А. Ратманского
- «Средний дуэт» на музыку Ю. Ханона, хореография А. Ратманского
- солистка, «Класс-концерт» на музыку А. Глазунова, А. Лядова, А. Рубинштейна, Д. Шостаковича, хореография А. Мессерера
- Одалиска, «Корсар» А. Адана, хореография М. Петипа, постановка и новая хореография А. Ратманского и Ю. Бурлаки
- Жизель, «Жизель» А. Адана, хореография Ж. Коралли, Ж. Перро, М. Петипа в редакции Ю. Григоровича
- Сильфида, «Сильфида» Х. С. Левенскольда, хореография А. Бурнонвиля в редакции Й. Кобборга
- Медора, «Корсар», хореография М. Петипа, постановка и новая хореография А. Ратманского и Ю. Бурлаки
- Жанна, «Пламя Парижа» Б. Асафьева, хореография А. Ратманского с использованием хореографии В. Вайнонена
- пара в красном, «Русские сезоны» на музыку Л. Десятникова, хореография А. Ратманского
- вариация, Гран-па из балета «Пахита», хореография М. Петипа, редакция Ю. Бурлаки
- Сванильда, «Коппелия» Л. Делиба, хореография М. Петипа и Э. Чекетти, редакция С. Вихарева
- Никия, «Баядерка» Л. Минкуса, хореография М. Петипа, редакция Ю. Григоровича
- Эсмеральда, «Эсмеральда» Ц. Пуни, хореография М. Петипа, А. Вагановой, постановка и новая хореография Ю. Бурлаки, В. Медведева
- солистка**, «Рубины» на музыку И. Стравинского, хореография Дж. Баланчина
- па-де-де, «Herman Schmerman» Т. Виллемса, хореография У. Форсайта
- Корали*, «Утраченные иллюзии» Л. Десятникова, хореография А. Ратманского

### Михайловский театр
- 2011 — принцесса Аврора, «Спящая красавица», хореография Начо Дуато
- 2012 — Джульетта*, «Ромео и Джульетта» С. Прокофьева, хореография Начо Дуато
- 2012 — Лауренсия, «Лауренсия», хореография Вахтанга Чабукиани в редакции Михаила Мессерера
- 2012 — Никия, «Баядерка», хореография Мариуса Петипа в редакции Михаила Мессерера
- 2012 — Китри, «Дон Кихот», хореография Александра Горского по балету Мариуса Петипа, редакция Михаила Мессерера
- 2012 — Одетта—Одиллия, «Лебединое озеро», хореография М. Петипа, Л. Иванова и А. Горского в редакции Михаила Мессерера

### В других театрах
- Клара, «Щелкунчик» П. Чайковского, хореография Р. Нуриева (Парижская Опера)
- принцесса Аврора, «Спящая красавица» П. Чайковского, редакция и новая хореография К. Маккензи (ABT)
- Джульетта, «Ромео и Джульетта» С. Прокофьева, хореография К. Макмиллана (ABT)
- Кармен, «Кармен-Сюита», хореография А. Алонсо (Мариинский театр)
- Эсмеральда, «Notre Dame de Paris» М. Жарра, хореография Ролана Пети (Миланский театр Ла Скала)
- Китри, «Дон Кихот» Л. Минкуса, хореография Р. Нуриева (Миланский театр Ла Скала)
- Солистка**, «Другие танцы» на музыку Фридерика Шопена, хореография Джерома Роббинса (Московский музыкальный театр имени Станиславского и Немировича-Данченко)
- Мари, «Щелкунчик» П. И. Чайковского, хореография Василия Вайнонена (Новосибирский театр оперы и балета)
- Эгина**, «Спартак» А. Хачатуряна, хореография Ю. Н. Григоровича (Баварский государственный балет)
- Катарина, «Укрощение строптивой» Д. Скарлатти, хореография Дж. Крэнко (Баварский государственный балет)
- Джульетта, «Ромео и Джульетта» С. Прокофьева, хореография К. Макмиллана (Пермский театр оперы и балета)
- Мари, «Щелкунчик» П. Чайковского, хореография Алексея Мирошниченко (Пермский театр оперы и балета)
- Жар-птица, «Жар-птица» И. Стравинского, хореография Алексея Мирошниченко (Пермский театр оперы и балета)
- Мехмене Бану, «Легенда о любви» А. Меликова, хореография Ю. Н. Григоровича (Мариинский театр)
- Айседора Дункан. «Айседора» на музыку С. Прокофьева к балету «Золушка», хореография Владимира Варнавы.

### Королевский балет
- 20 января 2016 — «Рапсодия» Фредерика Аштона
- 12 февраля 2016 — Виржини Готро*, «Без бретелек» (Strapless) Кристофера Уилдона
- 2 ноября 2016 — «Анастасия» К. Макмиллана
- 3 и 7 февраля 2024 — «Манон» Кеннета Макмиллана, Royal Opera House[8]

(*) — первая исполнительница партии.
(**) — первая исполнительница партии при постановке в данном театре.

## Награды и премии
- 2003 — Гран-при Международного балетного конкурса «Приз Люксембурга».
- 2005 — III премия Международного конкурса артистов балета и хореографов в Москве
- 2007 — приз журнала «Балет» «Душа танца» в номинации «Восходящая звезда»
- 2007 — приз немецкого журнала «Ballettanz», по результатам опроса около сорока балетных обозревателей из 17 стран Европы, проведенного в конце 2007 года была названа «Танцовщицей года».
- 2008 — Британская Национальная премия в области танца, присуждаемая Сообществом критиков (National Dance Awards Critics' Circle) — лучшая балерина 2007 года в разделе «Классический балет».
- 2008 — премия «Золотая маска» за выступление в балете «В комнате наверху» Ф. Гласса в постановке Твайлы Тарп (сезон 2006/07)
- 2008 — премия Леонида Мясина (Позитано, Италия), в категории «За значимость таланта»
- 2009 — Специальная премия жюри «Золотой маски» — за лучший дуэт в балете «Сильфида» (вместе с Вячеславом Лопатиным)
- 2009 — приз Международной ассоциации деятелей хореографии «Benois de la dance» за исполнение партий Сильфиды, Жизели, Медоры в «Корсаре» и Жанны в «Пламени Парижа»
- 2010 — Международная балетная премия «Dance Open» в номинации «Мисс Виртуозность»
- 2011 — Британская Национальная премия в области танца, присуждаемая Сообществом критиков (National Dance Awards Critics' Circle) — лучшая балерина 2010 года в разделе «Классический балет».
- 2011 — Гран-при Международной балетной премии «Dance Open».
- 2015 – Британская Национальная премия в области танца, присуждаемая Сообществом критиков (National Dance Awards Critics' Circle) — лучшая балерина 2014 года в разделе «Классический балет».